# Lavakeller (Mendig)

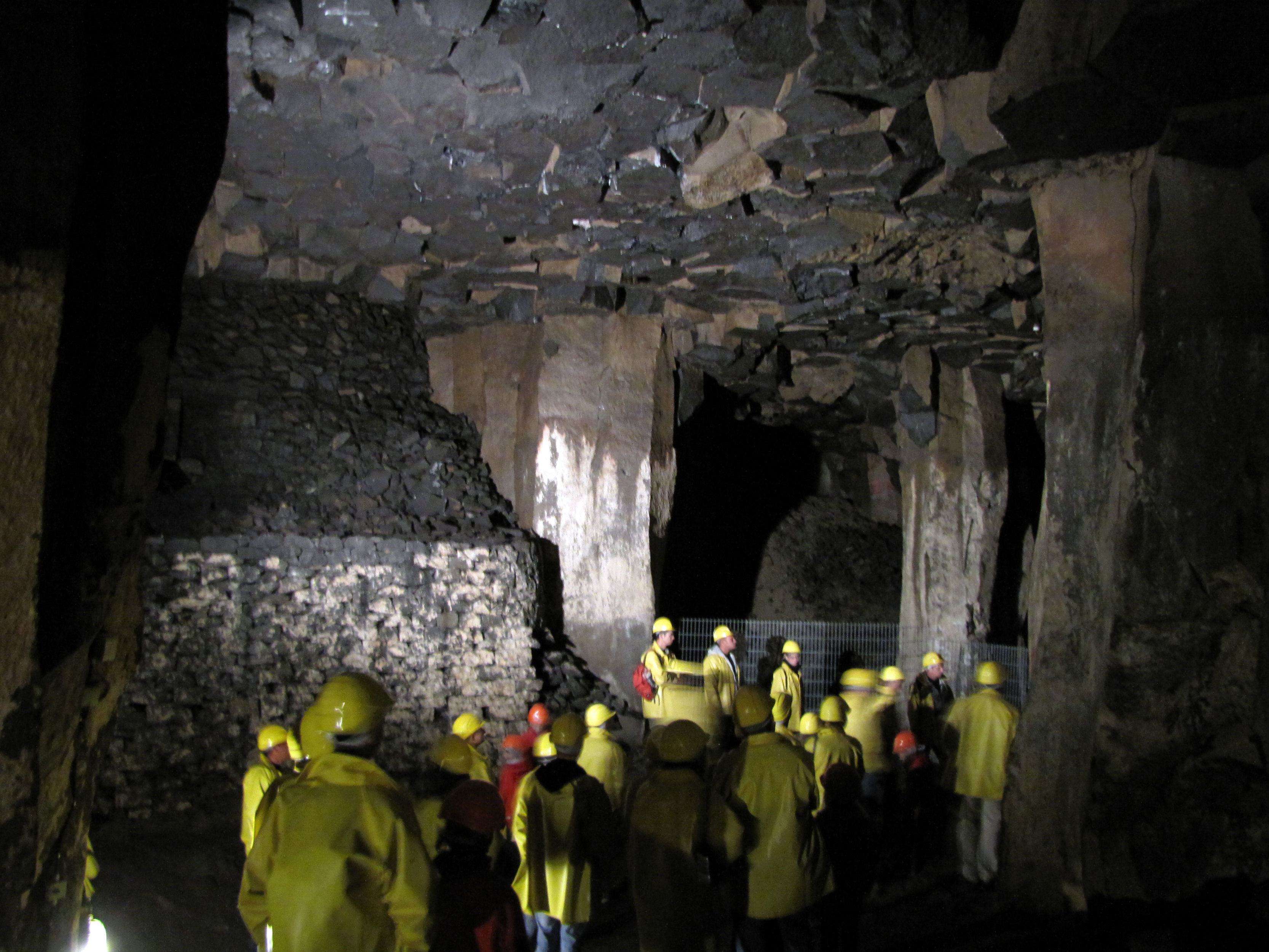
Die Lavakeller 32 m unter Mendig

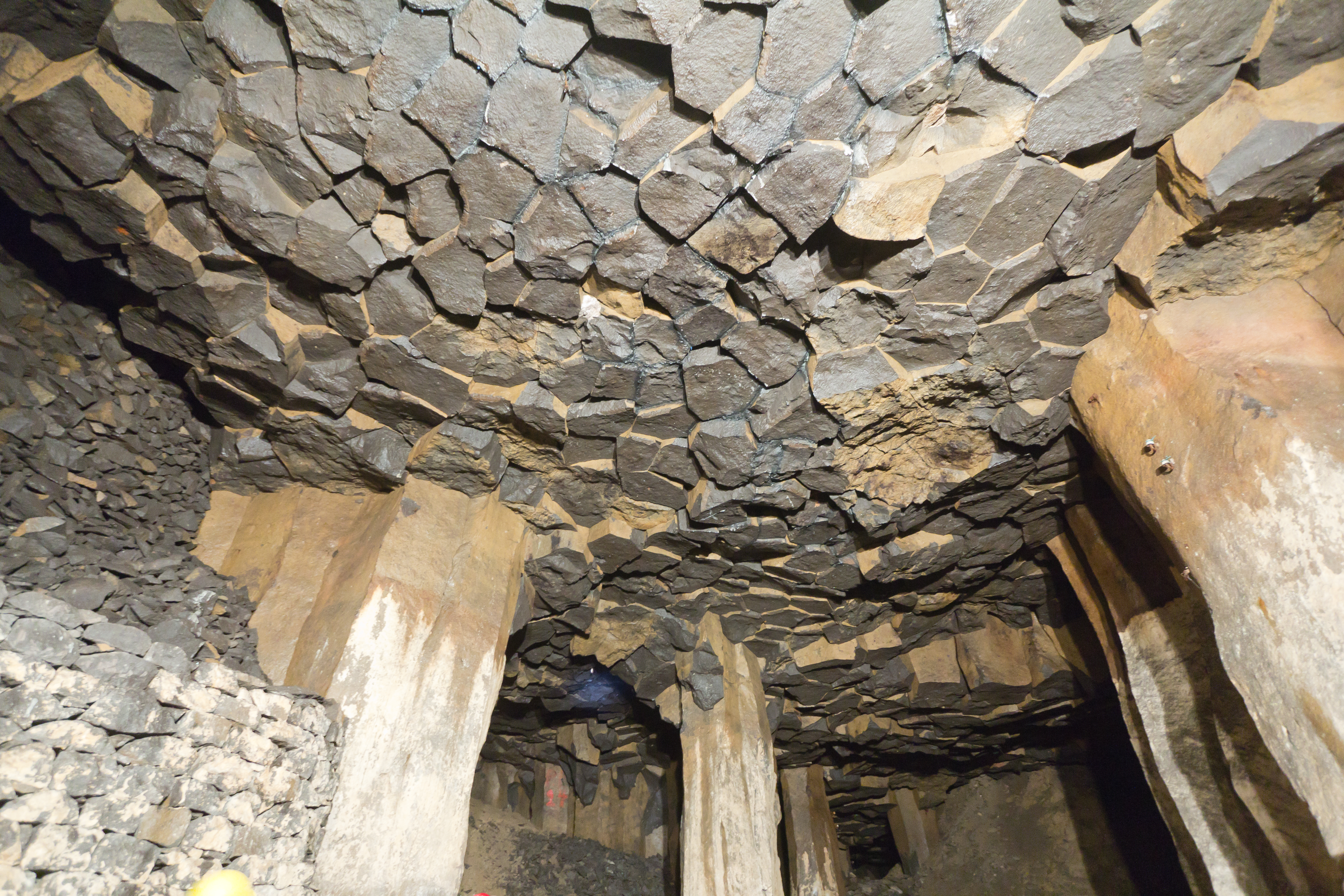
Decke der Lavakeller

Die Lavakeller in Mendig (lokaler Name Mendiger Ley) sind etwa drei Quadratkilometer große Felsenkeller und das ehemals größte Basaltlava-Bergwerk der Welt. Sie wurden in einen erkalteten Lavastrom des vor 200.000 Jahre ausgebrochenen Wingertsbergvulkans bis in eine Tiefe von 32 m gegraben, um Basalt für Mühlsteine abzubauen. Die Lava ist von etwa 30 m Löss und Bimstuffen vom Ausbruch des Laacher-See-Vulkans vor etwa 13.000 Jahren überlagert und wurde deshalb seit dem 18. Jahrhundert unterirdisch abgebaut.
Die temperaturstabilen Stollen (5–8 °C) bei einer Luftfeuchtigkeit von 72 % wurden nach dem Niedergang der Mühlsteinindustrie aufgrund der Einführung von Stahlwalzen im Mühlenwesen ab 1843 zu Gär- und Lagerkellern für zeitweise 28 Brauereien. Mendig hat wegen dieser hohen Zahl von Brauereien bis heute den Ruf einer Bierbrauerstadt. Mit Erfindung der Kältemaschine durch Carl von Linde verschwanden viele der Brauereien wieder. Heute gibt es am Ort nur noch eine Brauerei, die für die eigene Gaststätte und Abnehmer aus der Region braut. Die ehemaligen Bierkeller sind teilweise für Besucher zugänglich. Da bereits viele Stollen eingestürzt sind, mussten viele Zugänge gesperrt werden. Ab und zu passiert es, dass in Mendig Straßen oder Grundstücke durch die Unterhöhlung absacken. 1995 übernahm die Deutsche Vulkanologische Gesellschaft per Mietvertrag die Verwaltung des Lavakellers – ihr Hauptsitz liegt genau darüber.
Die Lavakeller gehören wie der benachbarte Lava-Dome zum Vulkanpark im Landkreis Mayen-Koblenz. Sie sind als Denkmalzone ausgewiesen.